# Neolític xinès
El neolític xinès cobreix el desenvolupament de les cultures del Neolític als territoris de l'actual Xina i es pot datar entre el 8500 aC i el 2300 aC, tot i que en algunes zones va allargar-se fins al 1800 aC.

## El Neolític al Riu Groc
Les primeres cultures neolítiques van desenvolupar-se al voltant del riu Groc, concretament al curs central. La cultura de Nanzhuangtou, d'arrel paleolítica, a partir del 8500 va començar a domesticar els gossos i a aprofitar-se de manera intensiva dels cereals locals, especialment el mill. També és el primer lloc d'Orient on es troben mostres de terrissa. Posteriorment es desenvoluparia a la zona la cultura de Peiligang (7000 aC). A la part superior del riu els jaciments trobats s'han agrupat amb el nom de cultura de Dadiwan (5800 aC) i els de la part inferior com a cultura de Houli, que donarà lloc a la cultura de Beixin cap al 5300. Cal destacar també la cultura de Dawenkou per les seves necròpolis.
El contacte entre poblats va assimilar usos i innovacions que van cristal·litzar en la cultura de Yangshao (5000 aC), una de les més importants del Neolític. Està marcada per un augment dels conreus (arròs, soja, albercocs, cànem...) i de la ramaderia, malgrat que el gruix de les proteïnes de la dieta provenia de la caça dels boscos locals.
A la part superior del riu va aparèixer en 3300 aC la cultura de Majiayao, famosa per la decoració de la seva ceràmica que va preparar els canvis artístics i culturals de l'edat del bronze. En canvi, a la resta del riu Groc van florir els assentaments de la cultura de Longshan (3000 aC), amb la creació de ciutats més poblades i emmurallades que serien l'antecedent dels centres de poder de l'època antiga.

## El Neolític al riu Iang-Tsé
Un altre riu rellevant per a la història xinesa és el Iang-Tsé. A prop de les seves aigües va sorgir la cultura de Pengtoushan (7500 aC) que es va especialitzar en el conreu d'arròs, seleccionant els grans per augmentar-ne la mida i garantir un millor aport calòric. Això va permetre la sedentarització de la població.
A la part inferior del riu va desenvolupar-se posteriorment la Cultura d'Hemudu (5500 aC), l'art de la qual mostra creença en fantasmes i esperits que podien ser convocats per xamans i que s'assembla així a la religió prehistòrica occidental. Posteriorment hi destaca la cultura de Liangzhu, la darrera de la prehistòria de la zona. Per contra a la part superior va seguir la cultura de Daxi (5000 aC) i la seva ceràmica vermella. Aquesta donaria peu a la cultura de Qujialing, que va entrar en contacte amb la cultura de Longshan fins a assimilar els seus trets més representatius.

## El Neolític al nord-est
A la regió fronterera amb Mongòlia, la primera cultura a desenvolupar-se fou la cultura de Xinglongwa (6200 aC), que es diferencia d'altres del país pels seus enterraments d'adults a sota de les cases on van viure quan estaven vius. El 5500 es pot datar com l'inici de la cultura de Xinle, de la qual s'han conservat nombrosos objectes votius, inclòs un tòtem.
La culminació del Neolític en aquesta zona es dona amb la cultura de Hongshan (4700 aC), que ja inclou restes de temples permanents amb ornaments de pedra, fusta i jade. Alguns d'ells simbolitzen dracs, un emblema del folklore xinès, i mostren un alt domini tècnic pel detall de les línies corbes i siluetes.

## El Neolític al sud
El sud va mantenir durant més temps les característiques del Paleolític. De fet, la primera cultura neolítica de la zona, la de Zengpiyan en 7000 aC, es va donar en una cova i no en habitatges construïts en poblats com a la majoria de regions del país. És la pedra polida de les eines la que fa que es catalogui aquesta cultura com neolítica, però va haver d'abandonar la regió per escassedat de menjar quan va canviar el clima. No seria fins molt després que va aparèixer la cultura de Dapenkeng (4000 aC) amb un poblament de cases a l'illa de Taiwan.